# Somatochlora exuberata
Somatochlora exuberata is een echte libel (Anisoptera) uit de familie van de glanslibellen (Corduliidae).
De wetenschappelijke naam van de soort werd in 1910 gepubliceerd door Bartenev.

## Synoniemen
- Somatochloa japonica Matsumura, 1911